# Apocephalus divergens
Apocephalus divergens är en tvåvingeart som beskrevs av Borgmeier 1971. Apocephalus divergens ingår i släktet Apocephalus och familjen puckelflugor. Inga underarter finns listade i Catalogue of Life.